# Elymana kozhevnikovi
Elymana kozhevnikovi är en insektsart som först beskrevs av Aleksey A. Zachvatkin 1938.  Elymana kozhevnikovi ingår i släktet Elymana, och familjen dvärgstritar. Arten är reproducerande i Sverige.